# Мальцевская (платформа, Владивосток)
Мальцевская — остановочный пункт / пассажирская платформа Владивостокского региона Дальневосточной железной дороги. Находится в городе Владивостоке.
Остановочный пункт расположен на проходящем вдоль южного побережья Золотого Рога участке однопутной электрифицированной пассажирской железнодорожной линии Морской Городок — Мыс Чуркин. Состоит из одной прямой высокой посадочной платформы, расположенной с южной стороны железнодорожного полотна. Платформа имеет освещение, ограждения, оснащена билетной кассой и навесом для защиты ожидающих поезд пассажиров от дождя. 
Южнее платформы параллельно электрифицированной линии железной дороги проходит улица Калинина. На этой улице вблизи платформы Мальцевская имеется автобусная остановка «Мальцевская».
Восточнее платформы Мальцевская от электрифицированной линии ответвляется идущая на юг однопутная неэлектрифицированная ветка до объектов Тихоокеанского флота в бухте Улисс. На данном неэлектрифицированном ответвлении имеется только грузовое движение.

## История
В 1884 г. из Восточно-Сибирского генерал-губернаторства было выделено Приамурское генерал-губернаторство с центром в Хабаровске и с выделением Владивостока с полуостровом Муравьева-Амурского в статусе особого военного губернаторства. Первым генерал-губернатором Приамурского края был назначен барон А.Н. Корф, который в том же году распорядился губернаторам областей П.С. Лазареву и И.Г. Баранову, военному губернатору Владивостока А.Ф. Фельдгаузену и начальнику острова Сахалин И.П. Гинце упорядочить наименований населенных мест и улиц в них, ссылаясь на соответствующее указание МВД. Названия должны были помогать почтовому ведомству и военной курьерской службе ориентироваться по частям города. Так принцип информативности названий, когда для групп улиц в пределах отдельной слободки вводились названия с однородной семантикой, в 1884 г. начал применяться по указанию А. Ф. Фельдгаузена Владивостокской городской управой, которая присвоила улицам начавшей строиться по проекту инженер-капитана Лишкина Офицерской слободы названия в честь кораблей Сибирской флотилии и ее офицеров, в частности создав топоним Мальцевская улица.
Железнодорожная линия от Второй Речки до станции Мыс Чуркин была сдана в эксплуатацию после завершения строительства тоннеля имени Сталина в 1935 году. Участок железной дороги от Владивостока на Мыс Чуркина, идущий сначала по северному побережью Золотого Рога южнее Светланской улицы параллельно ей вдоль Корабельной набережной, а затем делающий поворот и далее следующий по южному побережью Золотого Рога в том самом месте, где в настоящее время расположена платформа Мальцевская, был построен ещё раньше, — станция Мыс Чуркин сооружена в 1929 году.
В 1967 году властями было принято решение о электрификации внутригородского железнодорожного хода Вторая Речка — Мыс Чуркин и организации железнодорожных пассажирских перевозок на электротяге на участке от платформы Морской Городок (Моргородок) до станции Мыс Чуркин с целью улучшения транспортной доступности Первомайского и Ленинского районов Владивостока. На линии от Моргородка до Мыса Чуркина было построено несколько высоких пассажирских платформ, включая Мальцевскую, осуществлена электрификация линии переменным током напряжением 25 киловольт. Работы по электрификации были завершены в 1968 году. Регулярное пассажирское движение на электротяге между станциями Вторая Речка и Мыс Чуркин было открыто в 1969 году. Проходящий по северному побережью Золотого Рога участок от Владивостока до Мальцевской электрифицирован не был.
До середины 2002 года движение электропоездов по платформе Мальцевская осуществлялось только на пригородном направлении Мыс Чуркин — Моргородок — Океанская и далее на Амурский залив. При этом Мальцевская могла быть конечной / начальной остановкой для некоторых поездов укороченных пригородных маршрутов, не доходивших до станции Мыс Чуркин. 19 июля 2002 года во Владивостоке было открыто движение электропоездов по внутригородскому маршруту Мыс Чуркин — Мальцевская — Луговая — Военное Шоссе — Владивосток. Движение электропоездов между станциями Владивосток и Мыс Чуркин через Военное Шоссе продлилось недолго, — в 2004 году маршрут был закрыт по причине несубсидирования. 20 февраля 2012 года движение электропоездов по данному внутригородскому маршруту было возобновлено, — электрички стали курсировать в утренние и вечерние часы.
В 2014 году на Мальцевской были установлены видеокамеры системы видеонаблюдения «Безопасный город».
С 1 октября 2016 года до 21 июня 2019 года пригородные поезда по этой линии не ходили в связи с капитальным ремонтом тоннеля имени Сталина, билетная касса не работала

## Пассажирское сообщение
До 30 сентября 2016 года включительно на платформе Мальцевская имели остановку все электропоезда, следующие в направлении на Мыс Чуркин и обратно. С 1 октября 2016 года в связи с закрытием на капитальный ремонт (реконструкцию) тоннеля имени Сталина движение электропоездов до станции Мыс Чуркин как со стороны Морского Городка, так и от станции Владивосток было прекращено. В преддверии закрытия тоннеля на реконструкцию руководством Дальневосточной железной дороги рассматривалась возможность организации движения электропоездов между станциями Владивосток и Мыс Чуркин по линии, проходящей вдоль Корабельной набережной, однако в итоге было решено от воплощения этой идеи в жизнь отказаться. Первоначально окончание работ по реконструкции тоннеля имени Сталина планировалось на ноябрь 2018 года, однако впоследствии срок ввода тоннеля в эксплуатацию был перенесён на май 2019 года.